# Hilliard (Floride)
Pour les articles homonymes, voir Hilliard.
Hilliard est une ville américaine située dans le comté de Nassau, en Floride.

## Démographie
| 1950 | 1960  | 1970  | 1980  | 1990  | 2000  |
| ---- | ----- | ----- | ----- | ----- | ----- |
| 607  | 1 075 | 1 205 | 1 869 | 1 751 | 2 702 |

| 2010  | - | - | - | - | - |
| ----- | - | - | - | - | - |
| 3 086 | - | - | - | - | - |

Selon le recensement de 2010, Hilliard compte 3 086 habitants. La municipalité s'étend sur 5,44 milles carrés (14,09 km2).